# كمفن
الكَمفِن وقود المصباح السائل المحترق لا ينبغي خلطه بالكمفين المادة الكيميائية.

## التركيب
كان الكَمفِن هو الاسم التجاري للتربنتين الذي كان وقودًا للمصابيح ويحضر بتقطير التربنتين مع الجير الحي. يعطي الكَمفِن ضوءًا ساطعًا جدًا عند إحراقه في المصباح، ولكن لمنع الدهان، يجب أن يكون للمصباح تيار قوي جدًا.